# Robert Lowery
Robert Lowery (17 de octubre de 1913 - 26 de diciembre de 1971) fue un actor teatral, cinematográfico y televisivo estadounidense que, a lo largo de su carrera, trabajó en un total de más de setenta filmes. Lowery es especialmente conocido por ser el segundo actor en interpretar al superhéroe Batman, después de Lewis Wilson. Lo protagonizó en una serie de 15 películas en 1949 tituladas Batman and Robin.

## Inicios
Su verdadero nombre era Robert Larkin Hanks, y nació en Kansas City (Misuri). El padre de Lowery era un abogado local e inversor petrolífero que trabajó durante varios años para Pullman Corporation: Su madre, Leah Thompson Hanks, era concertista de piano. 
Lowery se graduó en la Paseo High School de Kansas City, y en los inicios de la década de 1930 fue invitado a cantar con la Slats Randall Orchestra. 
Además, Lowery jugaba en el equipo Kansas City Blues, en las Ligas Menores de Béisbol, siendo considerado un versátil atleta. Su físico y su robustez en parte eran debidos a un período durante el cual, siendo adolescente, trabajó en una fábrica de papel. 
Tras la muerte de su padre en 1935, viajó a Hollywood con su madre y su ama de llaves. Una vez allí entró en la escuela de arte dramático de Lila Bliss, siendo contratado en 1937 por Twentieth Century Fox.

## Carrera
A lo largo de su carrera Lowery fue conocido principalmente por su trabajo en películas de acción como El signo del Zorro (1940), The Mummy's Ghost (1944), y Dangerous Passage (1944). Fue el segundo actor en encarnar a Batman, protagonizando el serial de 1949 Batman y Robin. Lowery también intervino en diferentes producciones del género western, entre ellas The Homesteaders (1953), The Parson and the Outlaw (1957), Young Guns of Texas (1962), y Johnny Reno (1966). Además de actor cinematográfico, fue un buen intérprete teatral, actuando en Born Yesterday, El motín del Caine y otros montajes. 
En televisión Lowery fue más conocido por su papel de Big Tim Champion en la serie Circus Boy (1956-1957). En 1956 fue artista invitado en un episodio de Aventuras de Superman (la primera vez en que un actor de Batman compartía pantalla con un actor de Superman). Lowery tuvo así mismo papeles como artista invitado en Intriga en Hawái, Maverick, Rawhide, Playhouse 90 ("The Helen Morgan Story"), Cowboy G-Men,  Tales of Wells Fargo,  77 Sunset Strip,  y Pistols 'n' Petticoats. 
Su última actuación para la gran pantalla tuvo lugar en el western humorístico de 1967 The Ballad of Josie, junto a Doris Day y Peter Graves.

## Vida personal
Robert Lowery se casó en tres ocasiones, con las actrices Jean Parker, Vivan Wilcox y Rusty Farrell. Tuvo un hijo, Robert, y dos nietos.   
Su fallecimiento tuvo lugar en 1971 en Los Ángeles, California, a causa de un fallo cardiaco. Tenía 58 años de edad. Fue enterrado en el Cementerio Pierce Brothers Valhalla Memorial Park de North Hollywood, Los Ángeles.

## Filmografía seleccionada
| Cine       | Cine                               | Cine                                | Cine                |
| Año        | Título                             | Personaje                           | Observaciones       |
| ---------- | ---------------------------------- | ----------------------------------- | ------------------- |
| 1936       | Great Guy                          | Mr. Parker                          | No acreditado       |
| 1937       | Second Honeymoon                   | Reportero                           | No acreditado       |
| 1938       | Rebecca of Sunnybrook Farm         | Acompañante                         | No acreditado       |
| 1939       | Young Mr. Lincoln                  | Jurado Bill Killian                 | No acreditado       |
| 1940       | Charlie Chan's Murder Cruise       | Dick Kenyon                         |                     |
| 1941       | Remember the Day                   | Anunciante del hotel P.A.           | No acreditado       |
| 1942       | My Gal Sal                         | Amigo de Sally                      | No acreditado       |
| 1943       | Tarzan's Desert Mystery            | Príncipe Selim                      |                     |
| 1945       | The Monster and the Ape            | Ken Morgan                          |                     |
| 1946       | They Made Me a Killer              | Tom Durling                         |                     |
| 1947       | Queen of the Amazons               | Gary Lambert                        |                     |
| 1953       | Jalopy                             | Skid Wilson                         | con The Bowery Boys |
| 1963       | El gran McLintock                  | Gobernador Cuthbert H. Humphrey     |                     |
| 1966       | Johnny Reno                        | Jake Reed                           |                     |
| 1967       | The Ballad of Josie                | Whit Minick, el borracho del pueblo |                     |
| Televisión |                                    |                                     |                     |
| Año        | Título                             | Personaje                           | Observaciones       |
| 1949       | Batman y Robin                     | Batman                              | Protagonista        |
| 1954       | The Joe Palooka Story              | Don Jackson                         | 1 episodio          |
| 1949       | The Pepsi-Cola Playhouse           | George Loring                       | 1 episodio          |
| 1955       | Letter to Loretta                  | Gordy                               | 1 episodio          |
| 1956       | The Millionaire                    | David Hanley                        | 1 episodio          |
| 1958       | Casey Jones                        | Greg Pontus                         | 1 episodio          |
| 1958       | 26 Men                             | Red Tanner                          | 3 episodios         |
| 1958       | Yancy Derringer                    | Blair Devon                         | 2 episodios         |
| 1959       | The Texan                          | Coy Bennet                          | 1 episodio          |
| 1959       | Bronco                             | Mike Kirk                           | 1 episodio          |
| 1959       | Cimarron City                      | Harris                              | 1 episodio          |
| 1960       | Richard Diamond, Private Detective | Mark Sutro                          | 1 episodio          |
| 1960       | Hotel de Paree                     | Trent                               | 1 episodio          |
| 1960       | COronado 9                         | Miller                              | 1 episodio          |
| 1961       | Whispering Smith                   | Dave Markson                        | 1 episodio          |
| 1962       | Frontier Circus                    | Marshal Taggert                     | 1 episodio          |
| 1962       | Gunsmoke                           | Idaho Smith                         | 1 episodio          |